# Wóz dowodzenia R–2AM
Wóz dowodzenia R–2AM – pojazd mechaniczny wyposażony w zespół technicznych środków łączności i stanowiska pracy, zapewniające kierowniczym osobom funkcyjnym dowodzenie podległymi wojskami.

## Charakterystyka
Wóz dowodzenia R–2AM zamontowany jest na podwoziu transportera opancerzonego SKOT. Jest przeznaczony do zapewnienia łączności utajnionej i nieutajnionej dla potrzeb dowodzenia oddziałami i pododdziałami artylerii i kierowania ich środkami walki. Ma przystosowane trzy miejsca pracy dla osób funkcyjnych.
Wyposażenie
- Radiostacja pokładowa KF R–130
- Dwie radiostacje pokładowe UKF R–123Z
- Radiostacja UKF małej mocy R–107
- Radiostacja VHF R–809;
- Telefoniczne urządzenie utajniające;
- Łącznica telefoniczna ŁP–10MR
- Polowy aparat telefoniczny
- Zestaw anten
- Zestaw urządzeń zasilających
- Urządzenie do dowodzenia i kierowania ogniem artylerii